# Portugals Billie Jean King Cup-lag
Portugals Billie Jean King Cup-lag representerar Portugal i tennisturneringen Billie Jean King Cup, och kontrolleras av Portugals tennisförbund.

## Historik
Portugal deltog första gången 1968. Bästa resultatet är andraplatsen i Europa-Afrikazonens grupp I 1998.